# گاستون داربو
ژان گاستون داربو (به فرانسوی: Jean Gaston Darboux) (زاده ۱۴ آگوست ۱۸۴۲ در نیم-درگذشته ۲۳ فوریه ۱۹۱۷ در پاریس) ریاضیدان اهل فرانسه بود.

## زندگی و کارنامه
داربو در مدرسه پلی تکنیک و اکول نرمال سوپریور تحصیل کرد و در آنجا یکی از بهترین دانشجوهای همه دوره های این مدارس بود. داربو در اکول نرمال زیر سرپرستی میشل شاله و در سال ۱۸۶۶ دانش آموختگی دوره دکترا را به دست آورد و در سال ۱۸۷۳ در سوربن به درجه استادی رسید. وی در سال ۱۹۰۸ در کنگره جهانی ریاضیدانان سخنرانی کرد.
زمینه کاری داربو هندسه دیفرانسیل بود و او در این زمینه دستاوردهای فراوانی دارد. وی همچنین روشهای آنالیز ریاضی را در هندسه دیفرانسیل خمها و رویه ها به کار برد و مفهوم انتگرال داربو را معرفی نمود.